# Miranda (Dortmund)
Miranda is een historisch merk van scooters.
Deze werden geproduceerd door de Pirol Werke GmbH, Dortmund van 1953 tot 1955.
Duitse firma die de scooterproductie van  Schweppe overnam. De naam werd veranderd in Miranda en de ILO-blokken werden vervangen door 173 cc Sachs- en 198 cc Küchen-tweetaktmotoren.
- Er was nog een merk met deze naam, zie Miranda (Gent).